# Dark Age

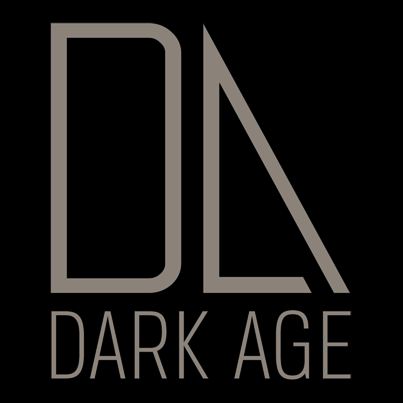
Logo

Dark Age is een Duitse melodic deathmetal band, afkomstig uit de stad Hamburg, Duitsland gevormd in 1994 door Eike Freese (gitaar, zang), André Schumann (drums) en Oliver Fliegel (bas).

## Geschiedenis
In 1994 Eike Freese, André Schumann en Oliver Fliegel vormde een deathmetal band genaamd Dyer's Eve. Een jaar later werd de naam naar Dark Age veranderd. De nieuwe naam werd geïnspireerd door een Vader titelnummer, terwijl hun oudere door een Metallica titelnummer werd geïnspireerd. In het najaar van 1995 hebben ze hun eerste demo opgenomen Doubtful Existence. In december 1995, synthesizer Martin Reichert en in januari 1996 gitarist Finn Dierks traden toe tot de band. Oliver Fliegel verliet de band in 1996. Nadat Finn Dierks naar de Verenigde Staten verhuisde werd hij vervangen door Jörn Schubert. 
In de zomer van 1998, registreerde Dark Age hun eerste gerechtigd album, The Fall, die na een contract met Remedy Records werd vrijgegeven. In 2000 volgde het album Insurrection en ze speelden op Wacken Open Air. In 2002 werd het album The Silent Republic in de Stage One-studio opgenomen. In 2003, richtten zij hun eigen studio op en speelden opnieuw bij Wacken Open Air met meer dan 5000 toeschouwers.
In 2004 werd hun zelf-getiteld album Dark Age opgenomen en vrijgegeven. Één later jaar, werd de DVD Live, So Far... opgenomen in Markthalle in Hamburg. In 2006, verliet Thorsten Eggert de band en Alex Henke trad toe. Het nieuwe album, getiteld, Minus Exitus, werd aangekondigd om in 2007 te worden vrijgegeven.

## Bandleden
- Eike Freese - Vocalist en gitaar (1994-)
- Jörn Schubert - Gitaar (1997-)
- André Schumann - Drums (1994-)
- Alex Henke - Basgitaar (2006-)
- Martin Reichert - Synthesizer (1995-)

## Voormalige bandleden
- Oliver 'Olli' Fliegel - Bas (1994-1996)
- Thorsten Eggert - Bas (1996-2006)
- Finn Dierks - Gitaar (1996-1997)
- Hendrik Bruckner - Bas (1996)
- Sonja - Viool (1996-1997, Sessie-lid)

## Discografie
- 1996: Doubtful Existence (demo)
- 1996: Promotion Tape Winter '96/'97 (demo)
- 1998: The Fall (demo)
- 1999: The Fall (Remedy Records)
- 2000: Insurrection
- 2002: The Silent Republic
- 2003: Remonstrations
- 2004: Dark Age
- 2006: Live, So Far... (DVD)
- 2008: Minus Exitus
- 2009: Acedia